# Ludwig Adolf Staufe-Simiginowicz

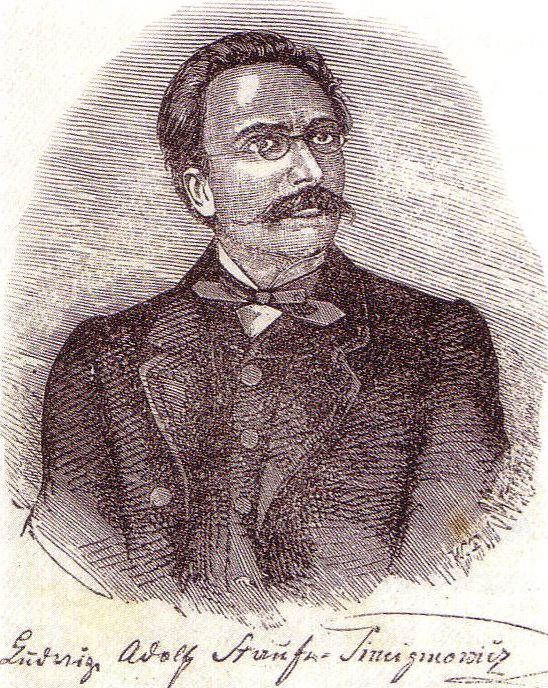
Staufe-Simiginowicz

Ludwig Adolf Staufe-Simiginowicz (* 28. Mai 1832 in Suczawa; † 19. Mai 1897 in Czernowitz) war der erste einheimische  deutschsprachige Dichter der Bukowina.

## Leben und Werk
Väterlicherseits von ukrainischer, mütterlicherseits von deutscher Herkunft, wuchs Staufe in Suczawa auf. Am k.k. I. Staatsgymnasium Czernowitz inspirierte ihn die Revolution von 1848/49 im Kaisertum Österreich zum ersten Gedicht. Er ließ es unter dem Decknamen Adolf Sand als Flugblatt in Czernowitz drucken. Vom Erfolg beflügelt, veröffentlichte er Gedichte und Novellen in belletristischen Zeitschriften, in Iris (Graz), Phönix (Innsbruck) und Galizia (Lemberg). 1850 erschien der erste Gedichtband Hymnen. 1852 erschien das Album neuester Dichtungen, eine poetische Anthologie zugunsten der angeregten Gründung der Landesbibliothek.
Wien
Im selben Jahr begann Staufe Geschichte und Germanistik an der Universität Wien zu studieren. Er wurde Lehramtskandidat an der Schottenfelder Realschule. Unter den Wiener Literaten, Journalisten und Intellektuellen fand er viele Freunde. Er schrieb Gedichte, Novellen, Tagesberichte und Theaterkritiken für die Österreichische Illustrierte Zeitung, die Theater-Zeitung, die Donau und andere Blätter. Für die von Johann Wilhelm Wolf gegründete Zeitschrift für deutsche Mythologie und Sittenkunde verfasste er volkskundliche Beiträge. Seine dort 1853 und 1855 veröffentlichten Märchen aus der Bukowina wurden von Wilhelm Grimm geschätzt. Aus Wiener Jahren stammt auch die Gedichtsammlung Heimatgrüße aus Niederösterreich (1855).
Wieder in der Bukowina, wurde Staufe Supplent am Gymnasium in Czernowitz. Als Forum für die Bukowiner Literaten gründete er 1857 den Almanach Familienblätter, eine Beilage zum Bukowiner Hauskalender. Er selbst nutzt ihn für Erzählungen, Skizzen, Sittenbilder und Volkssagen, so auch für die versifizierte Sage vom Räuberhauptmann Alexander Dobusch.
Kronstadt
1858 erhielt Staufe eine Stelle als Gymnasiallehrer in Kronstadt, Siebenbürgen; seine Beziehungen zur Bukowina brach er aber nicht ab. Seine Familienblätter erschienen bis 1860 in Czernowitz. Seine Beiträge erschienen in Ernst Rudolf Neubauers Sonntagsblatt der Bukowiner und in Capilleris Buchenblättern (1864) oder wurden von Karl Emil Franzos und Johann Georg Obrist publiziert. In Kronstadt kam Staufes Schaffen zu voller Blüte: Er schrieb für führende deutsche Zeitschriften (Westermanns Monatshefte, Deutsche Roman-Zeitung), übersetzte aus dem Rumänischen und verfasste ethnographische und kulturgeschichtliche Aufsätze.
Die Romanische Poeten. In ihren originellen Formen und metrisch übersetzt, eine Anthologie rumänischer Larik, erscheint 1865 in Wien. „Der Klosterbau“ (Kronstadt 1870) ist eine Bearbeitung der rumänischen Volkssage von Meister Manole. Eine wissenschaftliche Studie ist Die Bodenplastik der Bukowina (Kronstadt 1873).
Als die 100-jährige Vereinigung der Bukowina mit Österreich gefeiert und die Franz-Josephs-Universität gegründet wurde, gab Staufe mit Moritz Amster das Poetische Gedenkbuch heraus. Außer von ihnen kamen Beiträge von reichsdeutschen und deutschsprachigen Autoren der Bukowina, nämlich von Josef Kunz, Franzos, Hans Jaksch, Obrist, Richard Strele von Bärwangen, Viktor Umlauff und anderen.
Czernowitz
Als Professor an der Lehrerinnenbildungsanstalt nach Czernowitz zurückgekehrt, beschäftigte er sich bis zum Ende seines Lebens vor allem mit Übersetzungen und ethnographisch-folkloristischen Forschungen: Die Völkergruppen der Bukowina. Ethnographisch-kulturhistorische Skizzen (1884), Volkssagen aus der Bukowina (1885), Kleinrussische Volkslieder, in metrischer Übersetzung (1888), Das Pruthtal in Galizien und in der Bukowina (1896). Daneben publizierte er wie früher unermüdlich Novellen, Märchen, Erzählungen, Reiseskizzen, Gedichte und Gelegenheitsaufsätze, so auch eine Geschichte des Czernowitzer Musikvereins, eine Kantate zum 25-jährigen Jubiläum des Turnvereins und den Text zur komischen Operette Die Junggesellensteuer.